# Comuna Suvorove, Armeansk
Suvorove (în ucraineană Суворове) este o comună în orașul regional Armeansk, Republica Autonomă Crimeea, Ucraina, formată din satele Perekop, Suvorove (reședința) și Voloșîne.

## Demografie
Componența lingvistică a comunei Suvorove
     Rusă (57,1%)
     Ucraineană (18,91%)
     Tătară crimeeană (15,3%)
     Alte limbi (0,85%)
Conform recensământului din 2001, majoritatea populației comunei Suvorove era vorbitoare de rusă (57,1%), existând în minoritate și vorbitori de ucraineană (18,91%) și tătară crimeeană (15,3%).